# Sphaeradenia vallensis
Sphaeradenia vallensis är en enhjärtbladig växtart som beskrevs av Gunnar Wilhelm Harling. Sphaeradenia vallensis ingår i släktet Sphaeradenia och familjen Cyclanthaceae.
Artens utbredningsområde är Colombia. Inga underarter finns listade.